# 페기 뉴슨

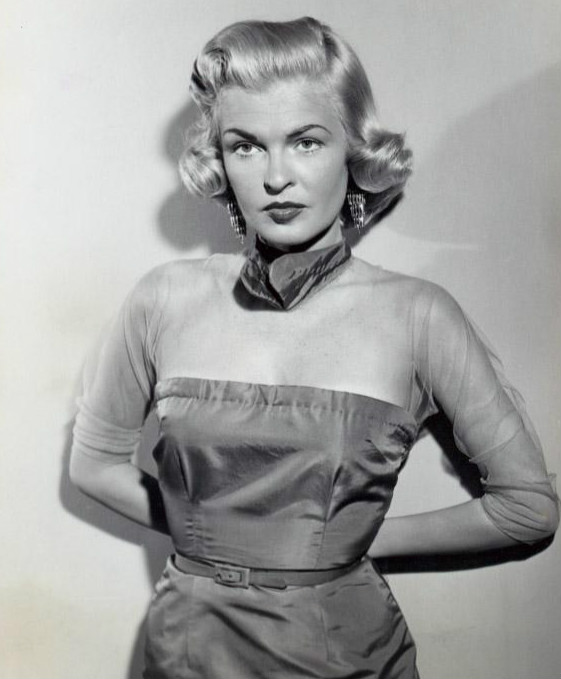

페기 뉴슨(Peggy Knudsen, 1923년 4월 22일 ~ 1980년 7월 11일)은 미국의 배우, 텔레비전 배우, 영화배우이다.
덜루스에서 태어났으며 엔시노에서 사망하였다. 사인은 암이다.

## 영화
- 페리 메이슨 (1957년)
- 보텀 오브 더 보틀 (1956년)
- 굿모닝 미스 도브 (1955년)
- 마이 와일드 아이리시 로즈 (1947년)
- 투 가이스 프럼 밀워키 (1946년)
- 유머레스크 (1946년)
- 스톨렌 라이프 (1946년)
- 명탐정 필립 (1946년)